# Enköpings SK
Enköpings SK is een Zweedse voetbalclub uit Enköping. De club werd opgericht op 2 maart 1914. In 2008 degradeerde de club uit de Superettan, de Zweedse tweede klasse.

## Bekende (oud-)spelers
- Patrik Andersson
- Aivar Anniste
- Jonny Rödlund
- Kristen Viikmäe